# Benedicto III
Benedicto III (Roma, ¿?-Roma, 17 de abril de 858) fue el papa 104.º de la Iglesia católica de 855 a 858.

## Biografía

#### Primeros años
Se desconoce la fecha de su nacimiento, murió el 17 de abril de 858; fue hijo de Pedro. 

## Papado
La elección de Benedicto, un romano erudito y ascético, fue un tremendo problema. 
A la muerte de León IV (17 de julio del año 855), Benedicto fue elegido para sucederle, y unos emisarios fueron enviados para obtener la ratificación del decreto de elección al Emperador Lotario y a Luis II. Pero los enviados traicionaron la confianza depositada en ellos y se dejaron influenciar a favor del ambicioso y excomulgado Cardenal Anastasio. La misión imperial trató de conciliar procurando que Anastasio fuera aceptado por la Iglesia Romana. Benedicto fue insultado y tomado prisionero. La mayoría del clero y el pueblo, sin embargo, permanecieron fieles al Papa y la misión tuvo que ceder. 
Benedicto fue consagrado solemnemente el 29 de septiembre o el 6 de octubre del año 855. 
Y a pesar de que su rival fue condenado por un sínodo, el Papa le permitió recibir la comunión de los laicos. 
Debido a la discordia y a los ataques de fuera, el reino de los Francos estaba en un caos, y la Iglesia dentro de sus fronteras estaba oprimida. 
Benedicto escribió a los obispos francos, atribuyendo muchas de las miserias sufridas, a su silencio. (cf. "Capitularia regum Francorum", ed. Boretius, II,424), y con el fin de atenuar los males internos, procuró frenar al poderoso subdiácono Hubert (Ep. Bened., in Mon. Germ. Epp.,V,612), que era cuñado de Lotario II rey de Lorena, y quien desafió las leyes de Dios y de los hombres, hasta que murió asesinado el año 864. 
En una suplica hecha por el este a Benedicto, él mantuvo un balance imparcial entre San Ignacio, Patriarca de Constantinopla y Gregorio, Obispo de Siracusa. 
Recibió la visita del rey anglosajón Ethelwulfo, acompañado de su famoso hijo Alfredo, y completó la restauración de la famosa Schola Anglorum, destruida por un incendio en 847. 
Continuó la reparación de las iglesias de Roma dañadas por la invasión de los Sarracenos el año 846. 
Fue enterrado cerca de la puerta principal de San Pedro. 
Una moneda con su imagen prueba que no existió ningún Papa llamado Juan, entre él y León IV.
La fuente más importante para conocer la historia de los nueve primeros Papas que usaron el nombre de Benedicto, son los datos biográficos que aparecen en el Liber Pontificalis, en la más conocida edición de Duchesne, el Liber Pontificalis (París 1886 - 92) y la última obra de Mommsen, Gesta Pontif. Roman (hasta el final del reinado de Constantino, Berlín, 1898) Jaffé, Regesta Pont.Rom. (2.ª ed.,Leipzig, 1885) dando un resumen de las cartas de cada Papa, mencionando dónde pueden ser leídas más detenidamente. Más información acerca de estos Papas, puede ser encontrada en una más amplia Historia de la Iglesia o en una Historia de la ciudad de Roma. Los más completos relatos en inglés, pueden ser leídos en Mann, Vidas de los Papas en la temprana Edad Media (Londres, 1902, en varios pasajes).

## Consideraciones sobre la Papisa Juana
La leyenda de la Papisa Juana trata acerca de una mujer que habría ejercido el papado católico ocultando su verdadero sexo. 
El pontificado de la papisa se suele situar entre 855 y 857, es decir, el que, según la lista oficial de papas, correspondió a Benedicto III, en el momento de la usurpación de Anastasio el Bibliotecario: unas versiones afirman que el propio Benedicto III fue la mujer disfrazada y otras dicen que el periodo fue entre 872 y 882, es decir, el del papa Juan VIII.